# Змија (старојеврејска култура)
Змија  у старојеврејској култури представљена у виду гује или змаја, била је моћан амбивалентан симбол како демонски тако и месијански. Она је и као симбол зла, са становишта Зохара и идеје која је касније развијена у шабатајском учењу настала на основу идеја Исака Лурије, и највероватније је тумачена и као симбол пада који води ка уздизању.

## Митологија
Од прадавних времена, Дрво живота је у јеврејском веровању било есхатолошки симбол раја и, као такав, од памтивека било саставни елемент фунерарне уметности. Такво виђење Дрвета живота засновано је на кананитском култу Ашерота, дрвета које су патријарси посадили у Обећаној земљи након доласка из Месопотамије – што се касније огледа у библијском наративу о светом гају, мамвријском храсту под којим је Аврам угостио три анђела или у причи о Јакову и Сихему, као и у популарном веровању у Космичко дрво које рађа плодове бесмртности.
На Дрвету живота које је представљено како спаја земљу и небу, јавља се и змија која гризе свој реп (мотив уреобороса), као отеловљење Левијатана (хебрејски: לִוְיָתָן) морска неман која се помиње у Старом завету (Псалм 74:13-14; Јов 41; Исаија 27:1). Њој су прикључени и знаци зодијака. Овакво спајање мотива змије, као Левијатана, и Дрвета живота кроз могућа значења, највише срећемо на јеврејским надгробницима, кућама и другим местима. Полазећи од овога змију треба сагледавати као мотив, или знак у контексту добра или зла.
- Примери Левијатана, морске немани, из које је проистекао и митски симбол змије у старојеврејској култури
- "Уништење Левијатана“, гравура Густава Дореа из 1865.
- Књига Томаса Хобса „Левијатан“
- Књига Вилијама Блејка „Бехемот и Левијатан“
- Минијатура из списа Hortus deliciarum
- Левијатан, Бехемот и Зиз. Амброзијанска Библија, Улм, 1238.

## Тумачења симбола
По предању о пореклу симбола змије постоји једно веровање, по коме...
...да би се досегло људско савршенство, пре досезања светости или уласка у царство сефирота, неопходно је спустити се до дубина несавршеног, несветог. Змија је стога могла бити знак обуздавања оностраног, Друге стране, Леве стране, али не путем њеног одстрањивања, већ путем реинтеграције демонске енергије у божански извор.
По другим могућим тумачењима змије се налазе у:
- У рабинској литератури — као изражен елемент фолклорног.[7]
- У народним причама — као позитивна конотација змија је приказана као змије помоћнице, нпр. у причама о змијама-мостовима које помажу људима. Како је мотив ужета сличан по форми самој змији, као и начину на који се стилизовано она приказује, стари мостови од ужади били у бројним народним приповеткама, описују се као змије које су се претварале у мостове, такорећи неку врсту хоризонтално постављених Јаковљевих лестви са дрвеним праговима, чиме би, заправо, змије-ужад биле те које би спајале и сједињавале земљу и небо.[5]
- У кућама као кућна змија — чувар куће и дома, исказивана у виду резе на вратима, као још један позитивни аспект змије као отеловљења или реинкарнације преминулих предака који насељавају кућу у виду безопасних змија.[3]
- На надгробницима — као заштита покојника чест је мотив змије, али и ужета

## Конотација змије у традицији Јевреја
Позитивна конотација
Змије су у јеврејској традицији, имале посебно важан аспект симболике и схватања, који је изражен кроз везу између змије и бесмртности и веза змије и умрлих, мртвих, покојника.
- Веза између змије и бесмртности — потиче из приче о Еденском врту – змији и Дрвету живота. У Епу о Гилгамешу и другим старим блискоисточним митологијама које су уткане у јеврејско предање и библијске приче, змија је та која краде дрво бесмртности или је пак његов чувар, она је спознала његове тајне моћи и има способности да их примени. Змија је, стога, бесмртна, а један од разлога људске смртности лежи управо у томе што човек, за разлику од змије, своју кожу не може да свуче. У рабинској књижевности постоји посебно занимљива прича везана за змијин свлак. Она се везује за легенду o одећи којом је Господ огрнуо Адама и Еву након првог греха. Та одећа је, према рабинској књижевности, била направљена од змијиног свлака или, алтернативно, од коже Левијатана. На тај начин, иако је изгубио бесмртност, човек је, будући заодевен у змијин свлак, добио нови живот захваљујући змијској кожи која је симбол обнављања и поновног рађања.[5] Уз ову рабинску легенду о пореклу одеће Адама и Еве, постоје и друга позивања на змијину кожу која служи као извор бесмртности онима који са њом долазе у контакт. Верује се, тако, да ће шатори праведника у есхатолошком времену бити начињени од коже Левијатана, с тим што се не може тачно разазнати да ли је реч о овој месијанској звери као змији или змају, будући да се оба термина наизменично користе.[8][9]

Негативна конотација
Негативне конотације везано за смрт и покојнике, везује се у предањима многих народа за змију као симболу бесмртности, по коме је она заправо реинкарнација претка заштитника, у јеврејској култури идеја о реинкарнацији у виду змије и сасвим је модификована. Сматра се казном пре него наградом кад би се ко поново јавио у виду змије. Само су недостојни могли бити на тај начин унижени. Стога, у Палестинском талмуду налазимо тврдњу да змије настају од кичменог стуба људског тела које се није клањало током молитве.